# Liste des dirigeants actuels des provinces chinoises
Cette page dresse la liste des dirigeants actuels des provinces, régions autonomes, municipalités et régions administratives spéciales de la république populaire de Chine.

## Dirigeants des provinces
| Province     | Statut           | Nom                    | Depuis (le)       |
| ------------ | ---------------- | ---------------------- | ----------------- |
| Anhui        | Secrétaire du PC | Liang Yanshun (en)     | 28 juin 2024      |
| Anhui        | Gouverneur       | Wang Qingxian (en)     | 1er février 2021  |
| Fujian       | Secrétaire du PC | Zhou Zuyi (en)         | 13 novembre 2022  |
| Fujian       | Gouverneur       | Zhao Long (en)         | 22 octobre 2021   |
| Gansu        | Secrétaire du PC | Hu Changsheng (en)     | 7 décembre 2022   |
| Gansu        | Gouverneur       | Ren Zhenhe (en)        | 3 décembre 2020   |
| Guangdong    | Secrétaire du PC | Huang Kunming (en)     | 28 octobre 2022   |
| Guangdong    | Gouverneur       | Wang Weizhong (en)     | 27 décembre 2021  |
| Guizhou      | Secrétaire du PC | Xu Lin (en)            | 9 décembre 2022   |
| Guizhou      | Gouverneur       | Li Bingjun (en)        | 24 novembre 2020  |
| Hainan       | Secrétaire du PC | Feng Fei (en)          | 14 mars 2023      |
| Hainan       | Gouverneur       | Liu Xiaoming (en)      | 2 avril 2023      |
| Hebei        | Secrétaire du PC | Ni Yuefeng (en)        | 22 avril 2022     |
| Hebei        | Gouverneur       | Wang Zhengpu (en)      | 21 octobre 2021   |
| Heilongjiang | Secrétaire du PC | Xu Qin                 | 18 octobre 2021   |
| Heilongjiang | Gouverneure      | Liang Huiling (en)     | 9 décembre 2022   |
| Henan        | Secrétaire du PC | Lou Yangsheng (en)     | 1er juin 2021     |
| Henan        | Gouverneur       | Wang Kai (en)          | 31 mars 2021      |
| Hubei        | Secrétaire du PC | Wang Menghui (en)      | 29 mars 2022      |
| Hubei        | Gouverneur       | Wang Zhonglin (en)     | 7 mai 2021        |
| Hunan        | Secrétaire du PC | Shen Xiaoming (en)     | 14 mars 2023      |
| Hunan        | Gouverneur       | Mao Weiming (en)       | 21 novembre 2020  |
| Jiangsu      | Secrétaire du PC | Xin Changxing (en)     | 3 janvier 2023    |
| Jiangsu      | Gouverneur       | Xu Kunlin (en)         | 19 octobre 2021   |
| Jiangxi      | Secrétaire du PC | Yin Hong (en)          | 7 décembre 2022   |
| Jiangxi      | Gouverneur       | Ye Jianchun (en)       | 21 octobre 2021   |
| Jilin        | Secrétaire du PC | Huang Qiang (en)       | 28 juin 2024      |
| Jilin        | Gouverneur       | Hu Yuting (en)         | 2 avril 2023      |
| Liaoning     | Secrétaire du PC | Hao Peng (en)          | 27 novembre 2022  |
| Liaoning     | Gouverneur       | Li Lecheng (en)        | 20 octobre 2021   |
| Qinghai      | Secrétaire du PC | Chen Gang (en)         | 3 janvier 2023    |
| Qinghai      | Gouverneur       | Wu Xiaojun (en)        | 31 mars 2022      |
| Shaanxi      | Secrétaire du PC | Zhao Yide (en)         | 27 novembre 2022  |
| Shaanxi      | Gouverneur       | Zhao Gang (en)         | 1er décembre 2022 |
| Shandong     | Secrétaire du PC | Lin Wu (en)            | décembre 2022     |
| Shandong     | Gouverneur       | Zhou Naixiang (en)     | 30 septembre 2021 |
| Shanxi       | Secrétaire du PC | Tang Dengjie (en)      | 28 octobre 2023   |
| Shanxi       | Gouverneur       | Jin Xiangjun (en)      | 29 décembre 2022  |
| Sichuan      | Secrétaire du PC | Wang Xiaohui (en)      | 22 avril 2022     |
| Sichuan      | Gouverneure      | Shi Xiaolin (en)       | 4 juillet 2024    |
| Yunnan       | Secrétaire du PC | Wang Ning (en)         | 19 octobre 2021   |
| Yunnan       | Gouverneur       | Wang Yubo (en)         | 25 novembre 2020  |
| Zhejiang     | Secrétaire du PC | Wang Hao (en)          | 28 octobre 2024   |
| Zhejiang     | Gouverneur       | Liu Jie (en) (intérim) | 18 décembre 2024  |

## Dirigeants des régions autonomes
| Région autonome          | Statut                     | Nom                | Depuis (le)       |
| ------------------------ | -------------------------- | ------------------ | ----------------- |
| Guangxi                  | Secrétaire du PC           | Liu Ning (en)      | 19 octobre 2021   |
| Guangxi                  | Président du gouvernement  | Lan Tianli (en)    | 19 octobre 2020   |
| Mongolie-Intérieure      | Secrétaire du PC           | Sun Shaocheng (en) | 30 avril 2022     |
| Mongolie-Intérieure      | Présidente du gouvernement | Wang Lixia (en)    | 5 juin 2021       |
| Ningxia                  | Secrétaire du PC           | Li Yifei (en)      | 28 juin 2024      |
| Ningxia                  | Président du gouvernement  | Zhang Yupu (en)    | mai 2022          |
| Région autonome du Tibet | Secrétaire du PC           | Wang Junzheng      | 19 octobre 2021   |
| Région autonome du Tibet | Président du gouvernement  | Yan Jinhai (en)    | 8 octobre 2021    |
| Xinjiang                 | Secrétaire du PC           | Ma Xingrui (en)    | 25 décembre 2021  |
| Xinjiang                 | Gouverneur                 | Erkin Tuniyaz (en) | 30 septembre 2021 |

## Dirigeants des municipalités spéciales
| Municipalité | Statut           | Nom              | Depuis (le)      |
| ------------ | ---------------- | ---------------- | ---------------- |
| Chongqing    | Secrétaire du PC | Yuan Jiajun (en) | 8 décembre 2022  |
| Chongqing    | Maire            | Hu Henghua (en)  | décembre 2021    |
| Pékin        | Secrétaire du PC | Yin Li           | 13 novembre 2022 |
| Pékin        | Maire            | Yin Yong (en)    | 28 octobre 2022  |
| Shanghai     | Secrétaire du PC | Chen Jining      | 28 octobre 2022  |
| Shanghai     | Maire            | Gong Zheng (en)  | 23 mars 2020     |
| Tianjin      | Secrétaire du PC | Chen Min'er      | 8 décembre 2022  |
| Tianjin      | Maire            | Zhang Gong (en)  | 31 mai 2022      |

## Chief executivesdesrégions administratives spéciales(RAS)
| RAS       | Nom              | Depuis (le)      |
| --------- | ---------------- | ---------------- |
| Hong Kong | John Lee Ka-chiu | 1er juillet 2022 |
| Macao     | Sam Hou Fai (en) | 20 décembre 2024 |

## Autre
| Entité             | Titre                                      | Nom                      | Depuis (le)      |
| ------------------ | ------------------------------------------ | ------------------------ | ---------------- |
| Province de Taïwan | Directeur du bureau des affaires de Taïwan | Song Tao (diplomat) (en) | 28 décembre 2022 |